# Gomorra (televisieserie)
Gomorra is een Italiaanse misdaadserie voor televisie, uit 2014, gebaseerd op het boek Gomorra door Roberto Saviano. De serie speelt zich hoofdzakelijk af in de voorsteden van Napels, met name Secondigliano en Scampia, en vertelt het verhaal van de relaties tussen gangsters, drugsdealers en gewone burgers. Centraal in de serie staat de familie en Camorra-clan Savastano.

## Opzet
De televisieserie biedt een andere blik op maffia-organisaties dan series als The Sopranos of eerdere Italiaanse series. Gomorra lijkt op de Amerikaanse televisieserie The Wire in de manier waarop criminaliteit in beeld wordt gebracht in een hiërarchische structuur van de straat tot aan de leiders. Het geeft de kijker een idee van de interne en externe strijd om de macht tussen criminelen en hangjeugd. De serie wordt omschreven als "lelijk, op een goede manier", met een flinke vaart in het script. Er wordt gebruikgemaakt van kille emotie voor dramatisch effect.
Scènes van de serie spelen zich overal in Napels af en verder onder meer in Rome, Spanje, Honduras, Duitsland en Bulgarije. Het meest herkenbare beeld uit Gomorra blijft echter het stel grote huizenblokken in Napels waar een deel van de camorramacht zich concentreert. Deze locatie is het complex 'De zeilen van Scampia' (Le Vele di Scampia), een groot nieuwbouwproject uit de jaren '60 en '70, dat een vooruitstrevende manier van stadsontwikkeling moest worden. Dit decor werd eerder ook voor de film Gomorra gebruikt. Ook in het 'echte' Napels biedt het complex een troosteloze aanblik in een door de maffia gecontroleerde buurt, "erger dan in de film".

## Verhaal

### Seizoen 1
De situatie in en rond Napels wordt geschetst aan de hand van de gebeurtenissen rondom de (fictieve) clan Savastano, geleid door Don Pietro Savastano. 'Don Pietro' is een van de meest gerespecteerde bazen in zijn regio. Hij regeert over het gebied onder zijn controle, de Napolitaanse wijk Secondigliano, met de bedoeling dit ooit door te kunnen geven aan zijn zoon. Deze zoon, Gennaro ('Genny'), leert de kijker snel kennen als een onwaarschijnlijke opvolger gezien zijn losbandige leven en beperkte kennis van het zakendoen. Tegenover deze zoon staat de gangster Ciro Di Marzio, aanvankelijk een boezemvriend van Genny.

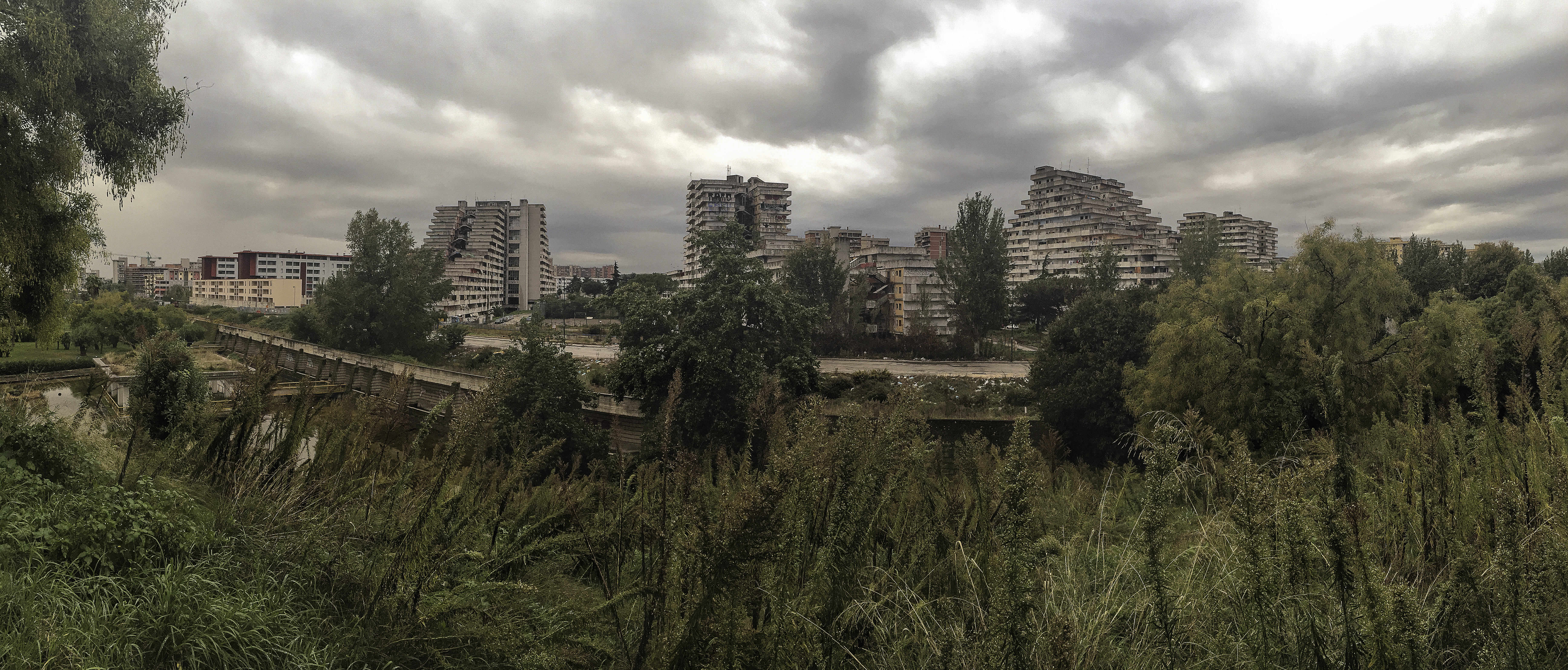
Het decor voor veel van de serie: de woonblokken van Le Vele di Scampia oftewel de 'Zeilen van Scampia'

Ciro draagt de bijnaam L'immortale vanwege het feit dat hij zich levend uit een aantal hachelijke situaties heeft weten te redden. Hij is in tegenstelling tot troonopvolger Gennaro een streetwise gangster die als wees is opgegroeid. De vrouw van Savastano, Immacolata ('Imma'), krijgt de facto de macht over de clan in handen als Savastano een tijd achter de tralies moet doorbrengen. Zij ziet het gevaar van Ciro, die onderlegd is in de fijne kneepjes van het maffialeven, voor de positie van haar zoon als beoogd opvolger van de clan.
Een maffia-oorlog met de rivaliserende clan van Salvatore Conte heeft Conte dan al reeds naar Spanje gedreven. 'Donna Imma' is erop gebrand haar zoon klaar te stomen voor het echte leven als boss terwijl ze de zaakjes in afwezigheid van haar man regelt. Ze weet Genny naar Honduras te sturen voor zaken, en stuurt Ciro naar Spanje om een deal te maken met Salvatore Conte. (Beide zogenaamd in opdracht van Pietro zelf.) De reis naar Midden-Amerika blijkt uiteindelijk een vormend effect gehad te hebben op Genny, die bij terugkomst in Italië echter niet blij is met het feit dat zijn moeder de clan-baas speelt. Ciro voelt zich ook niet prettig bij de ontstane nieuwe situatie waarin zijn werk voor de maffiafamilie onvoldoende gewaardeerd wordt.

### Seizoen 2
Don Pietro, die eerder uit de gevangenis is bevrijd, moet zich schuilhouden voor justitie. In zijn afwezigheid is de macht van de Savastanos dusdanig afgenomen dat Ciro zijn kans schoon heeft gezien en voor zichzelf is begonnen. Hij richt een alliantie op, die in de plaats van het oude systeem van de Savastano-clan is gekomen. Elk van de dealerspots voor drugs wordt gecontroleerd door een eigen clan, ieder met zijn eigen verantwoordelijkheid. De uiteindelijke winst wordt volgens een afgesproken percentage verdeeld. (In de jaren '90 bestond in het echte camorramilieu in Secondigliano ook een alliantie, de Alleanza di Secondigliano) Onder de nieuwe clan-hoofden is ook Donna Annalisa Magliocca (Scianel), de zuster van een van Savastano's eerder vermoorde getrouwen.
De macht van Don Pietro lijkt gebroken, terwijl Ciro binnen de nieuwe alliantie aanzien geniet vanwege zijn kennis en ervaring. Zoon Genny heeft inmiddels zijn eigen plan getrokken, en bouwt met het geld van zijn drugs uit Honduras aan nieuwe contacten rond Rome, gecentraliseerd rondom het zakenimperium van zijn aanstaande schoonvader. Gennaro en Pietro ontmoeten elkaar wel, maar de hulp van Gennaro bij het opnieuw innemen van Secondigliano lijkt uitgesloten, waarmee zijn vader gesterkt wordt in de gedachte dat hij het zelf moet doen. Pietro Savastano keert terug naar Napels, waar nog enkelen hem steunen, en zijn naam nog steeds enorm bekend is. Vanuit een schuilplaats bouwt Don Pietro daar nu aan het opnieuw doen gelden van zijn macht. Hij gebruikt daarbij de nicht van een van zijn overgebleven getrouwen als ogen en oren, zelf kan hij immers niet naar buiten. Deze Patrizia weet zo onopgemerkt de plannen van Pietro Savastano ten uitvoer te brengen.
Die plannen bestaan uit het tegen elkaar uitspelen van de verschillende clan-bazen in de alliantie. Tot frustratie van Ciro lukt het Don Pietro steeds beter om de verschillende groepen tegen elkaar op te zetten, door geruchten en gerichte liquidaties. Ciro's pogingen de lieve vrede te bewaren worden dan ook steeds vruchtelozer, en de alliantieleden beginnen elkaar te wantrouwen. Nu de positie van de Savastanos in Napels weer op sterkte komt is het de vraag of Genny en zijn vader afzonderlijk van elkaar door blijven gaan, of dat Genny toch terugkeert naar zijn oude wijk. En wie er ook wint, Ciro Di Marzio is er nog altijd op gebrand om koste wat kost een positie van enig belang te behouden.

### Seizoen 3
Gennaro neemt de volledige drugshandels in Napels over. Hij wordt gevreesd en gerespecteerd in de onderwereld. 
Ciro verliest echter de wil om nog verder door te gaan, en na het doden van Malammore om zijn dochter te wreken, verhuist hij naar Sofia om daar te werken voor Valentin, een medewerker. 
Later merkt hij dat dit een valstrik van Giuseppe is, die woedend is om verdreven te worden in de drugshandel. 
Ciro vermoordt Valentin, terwijl Giuseppe in de gevangenis zit (nadat Gennaro zijn criminele verleden aan de politie heeft onthuld), en keert terug naar Napels.
Giuseppe vermijdt een gevangenisstraf door in te stemmen met een pleidooiovereenkomst en wordt onder huisarrest geplaatst. 
Vervolgens beveelt hij de systematische vernietiging van Gennaro en zijn rijk, waarbij hij zijn luitenants berooft en vermoordt. Hierdoor raakt hij geïsoleerd in zijn oorlog tegen Giuseppe. 
Gennaro zoekt vervolgens hulp bij Ciro en Annalisa, die beiden maar al te graag terugkeren naar de macht. 
Ciro probeert aanvankelijk nog bondgenoten buiten Napels te strikken, maar bij de ontmoeting met Enzo en Valerio (Santo-clan), verneemt hij dat enkel de mensen uit de stad echt Giuseppe's ondergang wensen. 
Samen helpen ze Gennaro zijn zakelijke activiteiten verder te zetten, terwijl Gennaro wetgevers en politiefunctionarissen omkoopt om zijn zaak te steunen.
Enzo krijgt argwaan nadat veel van zijn mannen worden vermoord, en vertrekt. 
Verontwaardigd probeert Gennaro zijn zus te vermoorden, door de bar waar ze werkt op te blazen. Dit start de oorlog tussen Enzo en Valerio tegen Gennaro. 
Ciro stelt wanhopig een wapenstilstand voor, die nipt en met tegenzin wordt aanvaard. Enzo's reserveringen worden gehandhaafd, maar dat dwingt Gennaro wel om Enzo's zus te vermoorden, die hij vervolgens beschuldigt van banden met Giuseppe. Dit vergroot de betrokkenheid van Enzo en ze organiseren met succes een hinderlaag voor Giuseppe.
Hierna overtuigt Ciro Gennaro om vrede te creëren met al zijn vijanden. Vrede wordt uiteindelijk geaccepteerd en Gennaro verdeelt de stad en de overige gebieden met de mensen die hem hebben geholpen te winnen. 
Later vermoordt Patrizia Annalisa. Daar Patrizia steeds gekant was tegen moorden, krijgt Enzo argwaan in haar loyaliteit. Hij bespioneert haar, en komt zo te weten dat Gennaro betrokken was bij de moordaanslag op zijn zus. 
Onder het mom van een overwinningsfeest nodigt Enzo Gennaro en Ciro uit op zijn jacht. Aan boord onthult Enzo zijn bedoelingen om Gennaro te vermoorden als bloedwraak, maar net voordat hij Gennaro wil neerschieten, offert Ciro zich op door toe te geven dat hij zijn zuster heeft vermoord, waarbij hij zijn wens uitdrukte om een nieuwe oorlog te vermijden en dat hij zich bij zijn familie in de hemel wil vervoegen. 
Enzo dwingt Gennaro dan om Ciro te vermoorden.

### Seizoen 4
Begin 2019 start Seizoen 4 op de Italiaanse zender 'SKY Italia'.
Regisseur van aflevering 5 en 6 in seizoen 4, is Marco D'Amore, beter gekend als 'Ciro di Marzio' in de eerste drie seizoenen.
Na de dood van Ciro wordt Genny gezocht door de overblijvende federatie. Genny regelt een ontmoeting met de Levante clan. Samen beramen ze een plan om de Federatie aan te vallen. Blue Blood gaat intussen onverstoord verder met hun operaties.
Het beruchte verleden van Gennaro vormt een grote uitdaging voor zijn intenties om zich sociaal te integreren in het legitieme, welvarende Napels. Door zijn gewelddadige verleden achter zich te laten, kan hij zijn zoon Pietro verzekeren van dezelfde voordelen als de normale kinderen.
Een jaar is verstrekken sinds Genny de criminaliteit achter zich heeft gelaten. Patrizia is leider van de cocaïnehandel en levert aan alle belangrijkste families in Napels. Zijn lot raakt steeds nadrukkelijker verbonden met dat van de Levant-clan.
Een onverwachte gebeurtenis dwingt Genny om zijn oude criminele methoden op te poetsen - ironisch genoeg om de toekomst te redden van wat hij samen met Azzurra opbouwt. Zwevend tussen verleden en toekomst, wordt Genny gedwongen zijn demonen uit het verleden te aanschouwen.
De lading cocaïne die Secondigliano, Forcella en het Capaccio-domein moet voorzien, is door de politie in beslag genomen. De vrede tussen de verschillende clans komt in gevaar. Om een nieuwe oorlog te voorkomen, moet Patrizia alle zeilen bijzetten.
Na de inbeslagname van de drugslading voelt Nicola, Patrizia's rechterhand, dat ze het vertrouwen van haar baas heeft verloren. Ze besluit de spion te schaduwen die haar heeft verraden. Wat hij niet weet is dat iemand de situatie wil gebruiken om vraagtekens te plaatsen bij de huidige machtsstructuren in Napels.
Het lange wachten op een nieuwe cocaïnelading dwingt de Forcella-jongens om alternatieve manieren te vinden om te overleven, terwijl de algemene ontevredenheid het leiderschap van Sangue Blu begint te ondermijnen.
De bouw van de luchthaven brengt een massagraf aan het licht. Het nieuwe bedrijf van Genny komt zo op verkeerde wijze in de schijnwerpers en het hele constructieproject komt op losse schroeven te staan.
De Capaccos besluiten Forcella te veroveren en af te rekenen met de keiharde aanvallen op Sangue Blu en zijn mannen. Steeds meer geïsoleerd dreigt Enzo niet alleen zijn buurt, maar ook de loyaliteit van zijn mannen te verliezen.
Patrizia ontdekt eindelijk wie achter al haar tegenslagen schuilt. Ze moet kiezen: toegeven aan het patriarchaat van de Levant-clan en de macht aan Mickey overlaten of een open oorlog starten.
De underground oorlog tussen Patrizia en de Levant dwingt Mickey tot een keuze tussen zijn familie, of de vrouw van wie hij houdt. Ondertussen is Genny er niet langer zeker van dat hij destijds de juiste keuze heeft gemaakt.
Het is tijd voor keuzes. Alle personages moeten kleur bekennen. Wie zal regeren over de smeulende ruïnes van een Napels?

## Rolverdeling
- Fortunato Cerlino als Pietro Savastano, Don Pietro, het hoofd van de familie en clan met zijn naam
- Salvatore Esposito als Gennaro Savastano, Genny, de zoon en gedoodverfde opvolger van Pietro
- Marco D'Amore als Ciro Di Marzio, L'immortale, de streetwise gangster en boezemvriend van Genny
- Maria Pia Calzone als Immacolata Savastano, Donna Imma, de geslepen vrouw van Pietro
- Marco Palvetti als Salvatore Conte, Don Salvatore, leider van zijn eigen clan en rivaal van de Savastanos
- Fabio De Caro als Malammore, een van Savastano's oude getrouwen
- Cristiana Dell'Anna als Patrizia, de oudste nicht van Malammore, die wordt ingezet als hulp van Don Pietro
- Cristina Donadio als Donna Annalisa, Scianel, drugsdealer en boss in de alliantie van Secondigliano

## Muziek
Bij de afleveringen wordt er gebruikgemaakt van muziek van verschillende (lokale) Italiaanse artiesten. Onder hen zanger Alessio, singer-songwriter Tony Colombo en rapgroep Co'Sang. Er is ook een officiële soundtrack uitgebracht, met muziek van de band Mokadelic.

## Uitzendingen
Op 6 mei 2014 verscheen Gomorra op Sky Italia met zo'n 1,2 miljoen kijkers per aflevering. Beta Film verkocht de rechten op de serie in meer dan 130 landen. Seizoen 2 begon op 10 mei 2016.
Eind 2021 verscheen het 5e, laatste seizoen op Netflix. 